# Campeonato Mundial de Halterofilismo de 2014 - Até 48 kg feminino
A categoria até 48 kg feminino foi um evento do Campeonato Mundial de Halterofilismo de 2014, disputado no Palácio de Esportes Baluan Sholak, em Almaty, no Cazaquistão, entre 8 e 9 de novembro de 2014. 

## Calendário
Horário local (UTC+6) 
| Dia           | Horário | Fase    |
| ------------- | ------- | ------- |
| 8 de novembro | 21:00   | Grupo C |
| 9 de novembro | 11:00   | Grupo B |
| 9 de novembro | 16:00   | Grupo A |

## Medalhistas
| Evento    | Ouro            | Ouro   | Prata                | Prata  | Bronze                      | Bronze |
| --------- | --------------- | ------ | -------------------- | ------ | --------------------------- | ------ |
| Arranque  | Tan Yayun (CHN) | 85 kg  | Sibel Özkan (TUR)    | 84 kg  | Panida Khamsri (THA)        | 81 kg  |
| Arremesso | Tan Yayun (CHN) | 109 kg | Panida Khamsri (THA) | 108 kg | Sri Wahyuni Agustiani (INA) | 106 kg |
| Total     | Tan Yayun (CHN) | 194 kg | Sibel Özkan (TUR)    | 189 kg | Panida Khamsri (THA)        | 189 kg |

## Recordes
Antes desta competição, o recorde mundial da prova era o seguinte:
| Recorde         | Tipo      | Atleta           | Peso   | Local         | Data                 |
| Recorde Mundial | Arranque  | Yang Lian (CHN)  | 98 kg  | Santo Domingo | 1 de outubro de 2006 |
| Recorde Mundial | Arremesso | Chen Xiexi (CHN) | 120 kg | Tai'an        | 21 de abril de 2007  |
| Recorde Mundial | Total     | Yang Lian (CHN)  | 217 kg | Santo Domingo | 1 de outubro de 2006 |

## Resultado
Os resultados foram os seguintes. 
| Pos.              | Atleta                      | Grupo | Peso  | Arranque (kg) | Arranque (kg) | Arranque (kg) | Arranque (kg)     | Arremesso (kg) | Arremesso (kg) | Arremesso (kg) | Arremesso (kg)    | Total |
| Pos.              | Atleta                      | Grupo | Peso  | 1             | 2             | 3             | Resultado         | 1              | 2              | 3              | Resultado         | Total |
| ----------------- | --------------------------- | ----- | ----- | ------------- | ------------- | ------------- | ----------------- | -------------- | -------------- | -------------- | ----------------- | ----- |
| Medalha de ouro   | Tan Yayun (CHN)             | A     | 47.74 | 83            | 85            | 87            | Medalha de ouro   | 105            | 108            | 109            | Medalha de ouro   | 194   |
| Medalha de prata  | Sibel Özkan (TUR)           | A     | 47.27 | 82            | 84            | 84            | Medalha de prata  | 103            | 105            | 108            | 4                 | 189   |
| Medalha de bronze | Panida Khamsri (THA)        | A     | 47.60 | 76            | 79            | 81            | Medalha de bronze | 105            | 105            | 108            | Medalha de prata  | 189   |
| 4                 | Sri Wahyuni Agustiani (INA) | A     | 47.63 | 75            | 77            | 80            | 9                 | 99             | 101            | 106            | Medalha de bronze | 183   |
| 5                 | Genny Pagliaro (ITA)        | A     | 47.70 | 79            | 79            | 81            | 4                 | 97             | 100            | 100            | 5                 | 178   |
| 6                 | Cándida Vásquez (DOM)       | A     | 47.12 | 76            | 76            | 79            | 5                 | 91             | 94             | 96             | 6                 | 175   |
| 7                 | Im Jyoung-hwa (KOR)         | B     | 47.50 | 70            | 74            | 77            | 8                 | 92             | 96             | 96             | 7                 | 173   |
| 8                 | Shqiponja Brahja (ALB)      | C     | 48.00 | 78            | 83            | 83            | 6                 | 90             | 95             | 97             | 13                | 173   |
| 9                 | Iana Diachenko (UKR)        | A     | 47.44 | 77            | 77            | 80            | 7                 | 91             | 91             | 95             | 11                | 172   |
| 10                | Morghan King (USA)          | B     | 47.57 | 73            | 76            | 76            | 12                | 90             | 94             | 96             | 8                 | 172   |
| 11                | Saikhom Mirabai Chanu (IND) | B     | 47.71 | 71            | 74            | 76            | 13                | 93             | 96             | 98             | 9                 | 172   |
| 12                | Anaïs Michel (FRA)          | B     | 47.82 | 73            | 75            | 77            | 15                | 93             | 96             | 98             | 10                | 171   |
| 13                | Lely Burgos (PUR)           | B     | 47.86 | 73            | 75            | 77            | 10                | 92             | 95             | 95             | 16                | 169   |
| 14                | Lee Seul-ki (KOR)           | B     | 47.63 | 70            | 73            | 75            | 16                | 88             | 92             | 95             | 12                | 168   |
| 15                | Zhanyl Okoeva (KGZ)         | B     | 47.46 | 72            | 75            | 75            | 19                | 94             | 94             | 99             | 14                | 166   |
| 16                | Honami Mizuochi (JPN)       | B     | 47.80 | 73            | 76            | 78            | 14                | 87             | 89             | 90             | 17                | 166   |
| 17                | Georgina Silvestre (DOM)    | A     | 47.34 | 76            | 79            | 79            | 11                | 89             | 89             | —              | 19                | 165   |
| 18                | Estefanía Juan (ESP)        | B     | 47.24 | 70            | 70            | 70            | 20                | 90             | 93             | 96             | 15                | 163   |
| 19                | Wioleta Jastrzębska (POL)   | C     | 47.87 | 70            | 73            | 75            | 18                | 85             | 88             | 90             | 20                | 161   |
| 20                | Viviana Muñoz (MEX)         | C     | 47.82 | 63            | 68            | 71            | 23                | 85             | 90             | 93             | 18                | 158   |
| 21                | Lola Kadirova (UZB)         | C     | 47.76 | 70            | 73            | 75            | 17                | 82             | 84             | 84             | 23                | 157   |
| 22                | Kelly Rexroad (USA)         | C     | 47.76 | 67            | 70            | 70            | 21                | 84             | 87             | 87             | 21                | 157   |
| 23                | Yuliya Asayonak (BLR)       | C     | 47.81 | 66            | 70            | 70            | 24                | 82             | 87             | 92             | 22                | 153   |
| 24                | Jenniffer López (ECU)       | C     | 47.83 | 67            | 70            | 70            | 22                | 83             | 83             | 87             | 25                | 153   |
| 25                | Elen Grigoryan (ARM)        | C     | 47.75 | 61            | 65            | 66            | 26                | 82             | 83             | 86             | 24                | 148   |
| 26                | Misaki Oshiro (JPN)         | C     | 47.43 | 65            | 70            | 70            | 25                | 75             | 79             | 82             | 26                | 147   |
| —                 | Margarita Yelisseyeva (KAZ) | A     | 47.77 | 82            | 82            | 83            | —                 | —              | —              | —              | —                 | —     |
| DSQ               | Nurcan Taylan (TUR)         | A     | 47.60 | 80            | 80            | 80            | —                 | 95             | 95             | 95             | —                 | —     |
| DSQ               | Mahliyo Togoeva (UZB)       | A     | 47.43 | 75            | 78            | 78            | —                 | 100            | 104            | 104            | —                 | —     |